# Anton Franz Andreas Rintelen

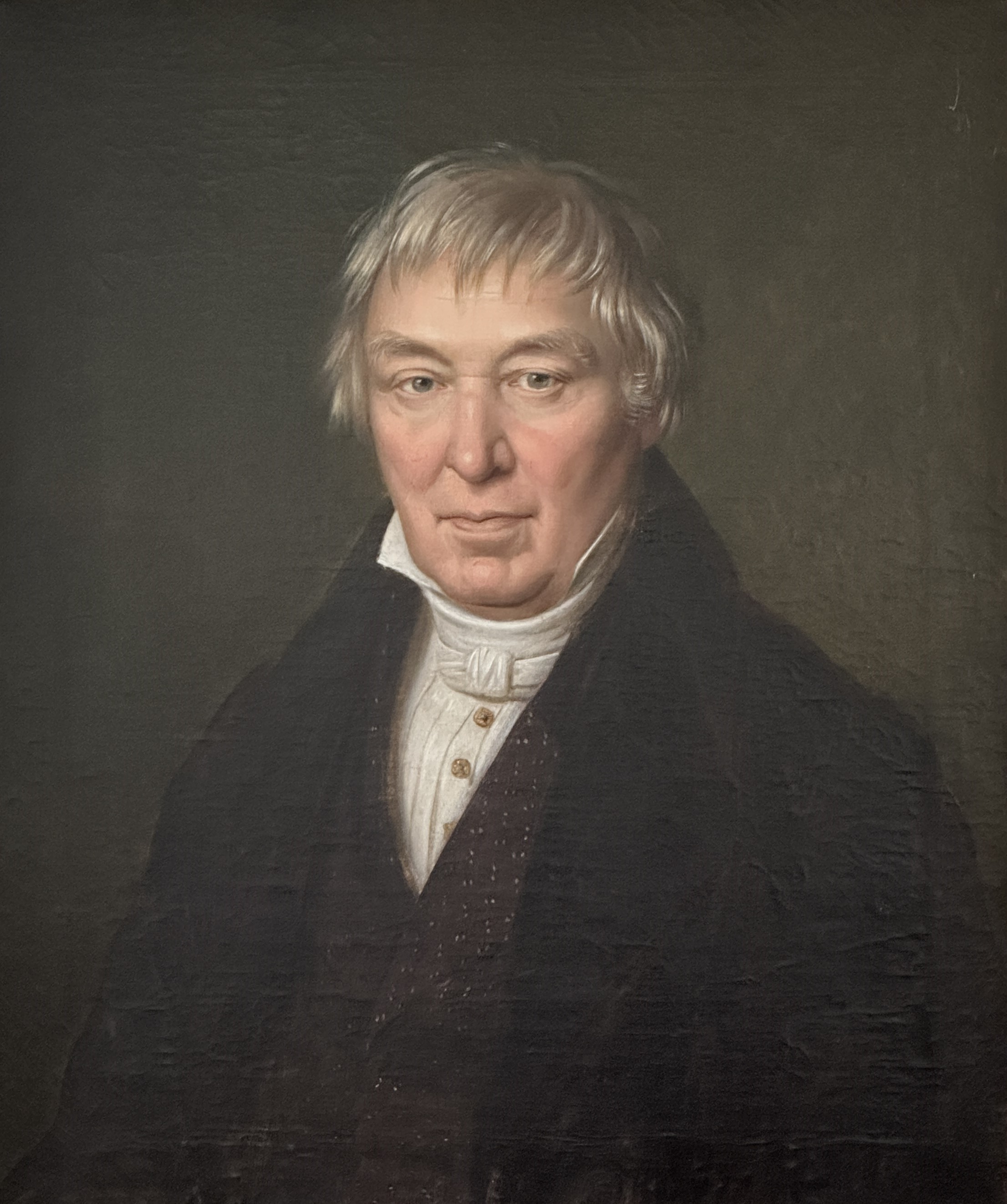
Conservateur Rintelen, um 1830, Gut Geissel bei Langenberg in Westfalen

Anton Franz Andreas Rintelen (* 11. April 1772 in Peckelsheim; † 22. August 1847 in Paderborn) war ein deutscher Rittergutsbesitzer, Amtmann und Hypothekenbewahrer (Conservateur). Er ist der Stammvater des Borgholzer Familienzweigs derer von Rintelen.

## Leben
Anton Rintelen wurde als Sohn des Anton Ludwig von Rintelen (1731–1791), Rentheber der Freiherren von Spiegel zu Peckelsheim, und der Katharina Elisabeth Becker (1738–1814) geboren. Er gehörte dem Herforder Ratsgeschlecht der Rintelen an, die ihre Stammreihe bis zu Albert von Rintelen (* zwischen 1270 und 1280; † zwischen 1336 und 1350), Ratsherr und Bürgermeister von Herford, zurückverfolgt.
Der studierte Jurist Anton Rintelen war in Paderborn ein bekannter Amtmann und hatte im Distrikt Paderborn (Departement der Fulda) im Königreich Westphalen die Position eines französischen Hypothekenbewahrers inne. Diese Funktion brachte ihm die Bezeichnung Conservateur und erheblichen Wohlstand ein. Zudem fungierte er als Steuereinnehmer in den (Staats-)Domänen des Königreichs Westphalen. Zeitweise war er Tribunalrichter in Höxter.
Bei den adeligen Familien Westfalens stand Rintelen in hohem Ansehen. Insbesondere die Herren von Bocholtz, von Spiegel und von Mengersen wendeten sich an ihn beim An- und Verkauf von Gütern.
Jerome Bonaparte offerierte ihm eine Position an seinem Hof in Kassel, der Hauptstadt des Königreichs Westphalen, gegen ein Gehalt von 5000 Talern. Zu einer Umsetzung kam es aufgrund der französischen Niederlage in den Befreiungskriegen nicht mehr.
1800 erwarb Anton Rintelen das rund 700 Morgen große Rittergut Borgholz mit der Burg und der Herrschaft Borgholz im Kreis Höxter. Bei Paderborn bewirtschaftete er ein weiteres Gut zu Benhausen (Bensen). Er erwarb 1843 in Paderborn ein Haus in der Mühlenstraße (Michaelstraße) sowie die heute als Geissel’scher Garten bekannte Parkanlage nahe des Doms.
Aus seinen zwei Ehen mit Sophie Magdalena König (1758–1798) und Magda Helene Tilly (1778–1819) stammen zwölf Kinder, von denen zwei im Kindesalter starben. Die Patrizierfamilie Rintelen hatte eine stark ausgeprägte juristische Tradition. Seine sechs Söhne wurden Juristen und seine vier Töchter heirateten jeweils einen Juristen.

## Nachkommen
Viele seiner Nachkommen erwarben im 19. und 20. Jahrhundert beachtlichen politischen und militärischen Einfluss. Der bedeutendste seiner Söhne war wohl Heinrich Wilhelm Rintelen (1797–1869), der 1849 Justizminister von Preußen und später Präsident des Appellationsgerichtes zu Münster wurde. Sein jüngerer Sohn August Rintelen war Geheimer Appellationsgerichtsrat in Paderborn. Dessen Tochter Maria Catharina (1846–1927) heiratete den Justizrat und Gutsbesitzer Max Geissel (1842–1931).
Einer seiner Enkel war der Politiker und Jurist Viktor Rintelen (1826–1908), der Mitglied des preußischen Abgeordnetenhauses und von 1884 bis 1908 auch Abgeordneter des Reichstags war. Weitere Enkel waren die Landräte Ferdinand Rintelen (1839–1930), Otto Rintelen (1836–1868) und der Reichsgerichtsrat und spätere Präsident des Oberlandeskulturgerichts Friedrich Rintelen (1836–1907). Letzterer war wie sein Vetter Viktor Rintelen ebenfalls Abgeordneter des preußischen Abgeordnetenhauses.
Seinem Urenkel, Generalleutnant Wilhelm Rintelen (1855–1938), wurde 1913 der erbliche Adel verliehen. Er heiratete Hedwig Russell (1865–1953), die Tochter des Bankiers Emil Russell, königlich rumänischer Generalkonsul, Syndikus und Bürgermeister. Wilhelm von Rintelen war der Begründer des noch heute bestehenden Familienverbandes der Rintelen und Biograph seines Vaters Viktor Rintelen. Seine Söhne waren der Militärattache und General der Infanterie Enno von Rintelen, Fritz-Joachim von Rintelen (1898–1979), Professor der Philosophie, Psychologie und Pädagogik an der Universität Mainz, der Direktor der Deutschen Bank Viktor von Rintelen (1887–1954) und der Diplomat und Botschafter Emil Otto Paul von Rintelen (1897–1981).